# یورکا (نوادا)
یورکا، نوادا (به انگلیسی: Eureka, Nevada) یک سکونتگاه مسکونی در ایالات متحده آمریکا است که در شهرستان یورکا، نوادا واقع شده‌است.

## خصوصیات
یورکا ۶۱۰ نفر جمعیت دارد و ۱٬۹۸۱٫۲۲ متر بالاتر از سطح دریا واقع شده‌است.